# Касаньяс, Франк
Йеннифер Франк Касаньяс Эрнандес (исп. Yennifer Frank Casañas Hernández; род. 18 октября 1978, Гавана) — кубинский и испанский легкоатлет, специалист по метанию диска. Выступал за сборные Кубы (1996—2005) и Испании (2008—2018) по лёгкой атлетике, обладатель серебряной медали Панамериканских игр, чемпион Средиземноморских игр, многократный победитель и призёр первенств национального значения, участник пяти летних Олимпийских игр.

## Биография
Франк Касаньяс родился 18 октября 1978 года в Гаване, Куба. Приходится внучатым племянником титулованному кубинскому барьеристу Алехандро Касаньясу.
Впервые заявил о себе в лёгкой атлетике на международном уровне в сезоне 1996 года, когда вошёл в состав кубинской национальной сборной и выступил на юниорском первенстве Центральной Америки и Карибского бассейна в Сан-Сальвадоре, где в зачёте метания диска превзошёл всех соперников и завоевал золотую медаль. Также в этом сезоне выиграл бронзовую медаль на юниорском мировом первенстве в Сиднее.
В 1997 году взял бронзу на чемпионате Центральной Америки и Карибского бассейна в Сан-Хуане.
В 1998 году получил серебро на Играх Центральной Америки и Карибского бассейна в Маракайбо.
На Панамериканских играх 1999 года в Виннипеге был четвёртым.
В 2000 году стал бронзовым призёром на иберо-американском чемпионате в Рио-де-Жанейро. Благодаря череде удачных выступлений удостоился права защищать честь страны на летних Олимпийских играх в Сиднее — на предварительном квалификационном этапе метнул диск на 60,84 метра, чего оказалось недостаточно для выхода в финал.
В 2003 году выиграл серебряную медаль на Панамериканских играх в Санто-Доминго, выступил на чемпионате мира в Париже.
На Олимпийских играх 2004 года в Афинах с результатом 60,60 выйти в финал не смог.
В 2005 году отметился выступлением на чемпионате мира в Хельсинки.
Начиная с 2006 года постоянно проживал в Испании и выступал за испанскую национальную сборную.
В 2008 году представлял Испанию на Олимпийских играх в Пекине — в финале метания диска показал результат 66,49 метра, расположившись в итоговом протоколе соревнований на девятой строке.
В 2009 году взял бронзу на Кубке Европы по зимним метаниям в Лос-Реалехосе, одержал победу на Средиземноморских играх в Пескаре, участвовал в чемпионате мира в Берлине.
В 2010 году выиграл серебряную медаль на иберо-американском чемпионате в Сан-Фернандо, занял 11-е место на чемпионате Европы в Барселоне.
В 2011 году был вторым на командном чемпионате Европы в Стокгольме.
На чемпионате Европы 2012 года в Хельсинки стал пятым. Выполнив олимпийский квалификационный норматив (65,00), отобрался на Олимпийские игры в Лондоне — здесь в финале метнул диск на 65,56 метра, став седьмым.
На чемпионате мира 2013 года в Москве занял девятое место.
В 2014 году показал восьмой результат на чемпионате Европы в Цюрихе.
В 2015 году был третьим на командном чемпионате Европы в Чебоксарах.
В 2016 году состязался на чемпионате Европы в Амстердаме. Принимал участие в Олимпийских играх в Рио-де-Жанейро — метнул диск на 59,96 метра и в финал не вышел.
На Средиземноморских играх 2018 года в Террагоне в метании диска закрыл десятку сильнейших.